# Erhard Franz
Erhard Franz (* 14. Dezember 1938 in Berlin; † 8. Januar 2021 in Uetersen) war ein deutscher Ethnologe, Spezialist für den Vorderen Orient.

## Werdegang
Nach Studienaufenthalt und Feldforschung in der Türkei 1966/67 promovierte Franz 1969 an der Freien Universität Berlin mit einer Dissertation über das Dorf Icadiye in Anatolien. Als Nebenfächer studierte er Alte Geschichte und Theaterwissenschaft. In Afghanistan betrieb Franz 1970 Feldforschung über Verbreitung und Anzahl der Türkmenen, ehe er 1971 Assistent auf Zeit in der Südseeabteilung des Museums für Völkerkunde in Berlin wurde. Von 1972 bis 2003 arbeitete er als wissenschaftlicher Mitarbeiter des Deutschen Orient-Instituts in Hamburg und veröffentlichte mehrere Abhandlungen.

## Veröffentlichungen (Auswahl)
- Die ländliche Türkei im 20. Jahrhundert (2 Teile). Hamburg 1974 (Teil 1) und 1975 (Teil 2)
- Minderheiten in Iran – Dokumentation zur Ethnographie und Politik. Hamburg 1981
- Kurden und Kurdentum. Zeitgeschichte eines Volkes und seiner Nationalbewegungen. Hamburg 1986 (Deutsches Orient-Institut. Mitteilungen. 30)
- Population Policy in Turkey – Family Planning and Migration between 1960 and 1992. Hamburg 1994 (Deutsches Orient-Institut. Mitteilungen. 48)
- Aleviler/Alewiten (3 Bände). Mit Ismail Engin (Haz./Hrsg.). Hamburg 2000 (Band 1) und 2001 (Band 2 und 3). Deutsches Orient-Institut. Mitteilungen. 59-61.
- Entwicklungen und Widersprüche – Zum 80-jährigen Bestehen der Türkei – Ausgewählte Beiträge 1999–2003. Hamburg 2003 (Deutsches Orient-Institut. Mitteilungen. 70)
- Yeziden. Eine alte Religionsgemeinschaft zwischen Tradition und Moderne. Hrsg. Hamburg 2004 (Deutsches Orient-Institut. Mitteilungen. 71)